# Liste der Bodendenkmäler in Greifenberg
Auf dieser Seite sind die Bodendenkmäler in der oberbayerischen Gemeinde Greifenberg zusammengestellt. Diese Tabelle ist eine Teilliste der Liste der Bodendenkmäler in Bayern. Grundlage ist die Bayerische Denkmalliste, die auf Basis des Bayerischen Denkmalschutzgesetzes vom 1. Oktober 1973 erstmals erstellt wurde und seither durch das Bayerische Landesamt für Denkmalpflege geführt wird. Die folgenden Angaben ersetzen nicht die rechtsverbindliche Auskunft der Denkmalschutzbehörde.

## Bodendenkmäler in Greifenberg
| Lage                        | Objekt | Akten-Nr.     | Bild           |
| --------------------------- | --- | ------------- | -------------- |
| Greifenberg (Standort)      | Grabhügel vorgeschichtlicher Zeitstellung. | D-1-7932-0019 |                |
| Beuern (Standort)           | Grabhügel vorgeschichtlicher Zeitstellung. | D-1-7932-0024 |                |
| Hauptstraße (Standort)      | Untertägige mittelalterliche und frühneuzeitliche Befunde im Bereich von Schloss Greifenberg und seiner Vorgängerbauten mit vorgelagertem Wirtschaftshof. | D-1-7932-0127 | weitere Bilder |
| Hauptstraße 31 a (Standort) | Untertägige frühneuzeitliche Befunde im Bereich der katholischen Kapelle Unseres Herren Ruhe in Greifenberg.                                              | D-1-7932-0128 | weitere Bilder |
| Dorfstraße 5 (Standort)     | Untertägige mittelalterliche und frühneuzeitliche Befunde im Bereich der katholischen Pfarrkirche St. Michael in Beuern und ihrer Vorgängerbauten.        | D-1-7932-0130 | weitere Bilder |